# Neogonyleptes hamatus
Neogonyleptes hamatus is een hooiwagen uit de familie Gonyleptidae.